# كريج ريفيل هوروود
كريغ ريفيل هوروود (من مواليد 4 يناير 1965)، كاتب وراقص ومصمم رقصات وقائد أوركسترا ومخرج مسرحي أسترالي بريطاني، كما كان سابقًا مؤدي دراغ كوين في المملكة المتحدة. وهو أيضًا راعٍ للجمعية الملكية لهشاشة العظام.
هوروود هو أحد حكام برنامج الرقص ستريكتلي كوم دانسينغ الذي تبثه هيئة الإذاعة البريطانية وشارك في جميع مواسمه تقريبًا منذ انطلاقه. كما يُشاهد كثيرًا وهو يؤدي رقصات بأسلوبي الرقص اللاتيني ورقص القاعة.